# 英国食品基準庁
イギリスの食品基準庁（しょくひんきじゅんちょう、Food Standards Agency、FSA）は、イギリス政府管下の機関。食品分野における英国の公衆衛生の維持を責務としており、委員会メンバーには公益性の追究が求められている。本部はロンドンにあり、支局がスコットランド、ウェールズ、北アイルランドにある。